# Колтюбінг

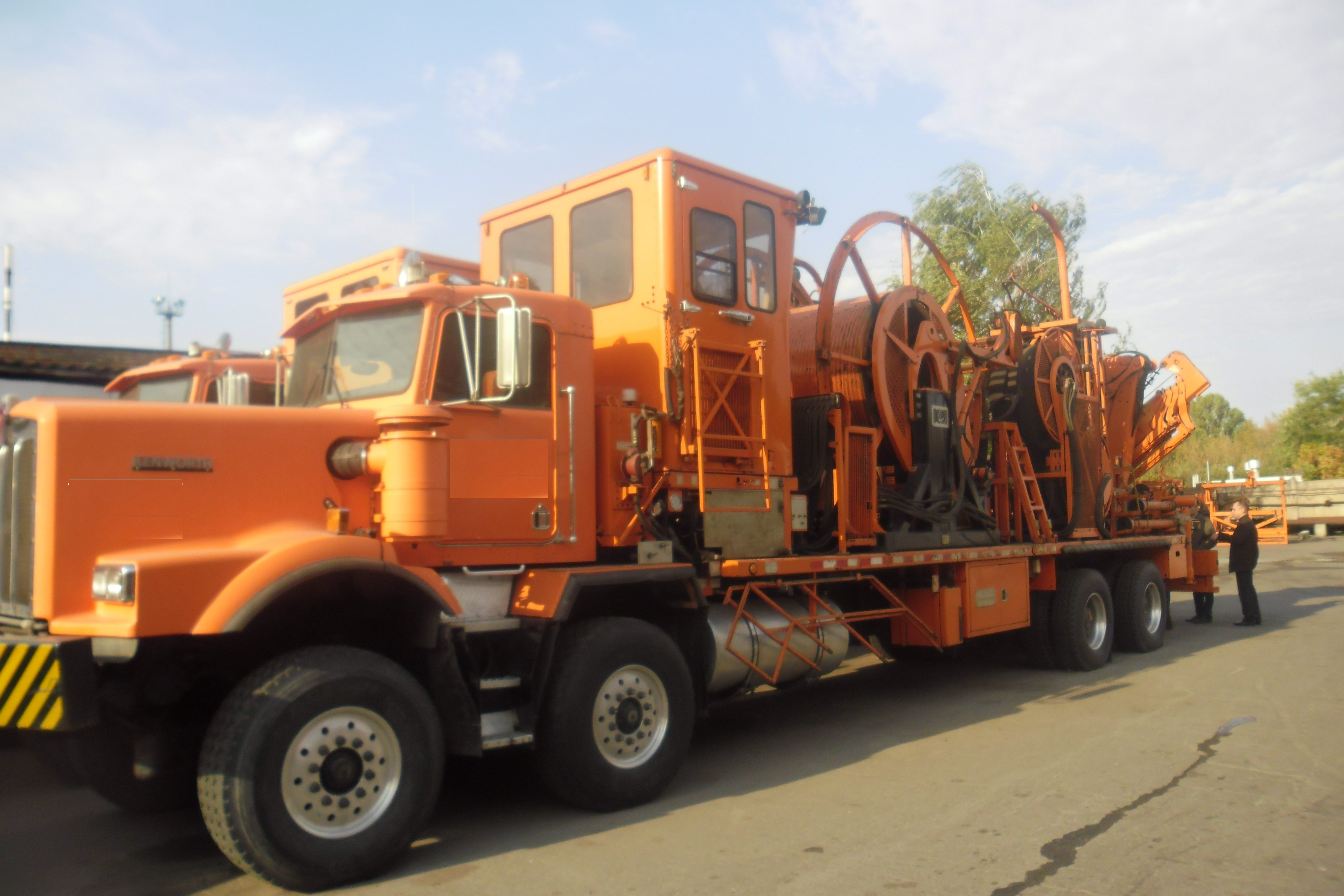
Колтюбінгова установка, Канада.

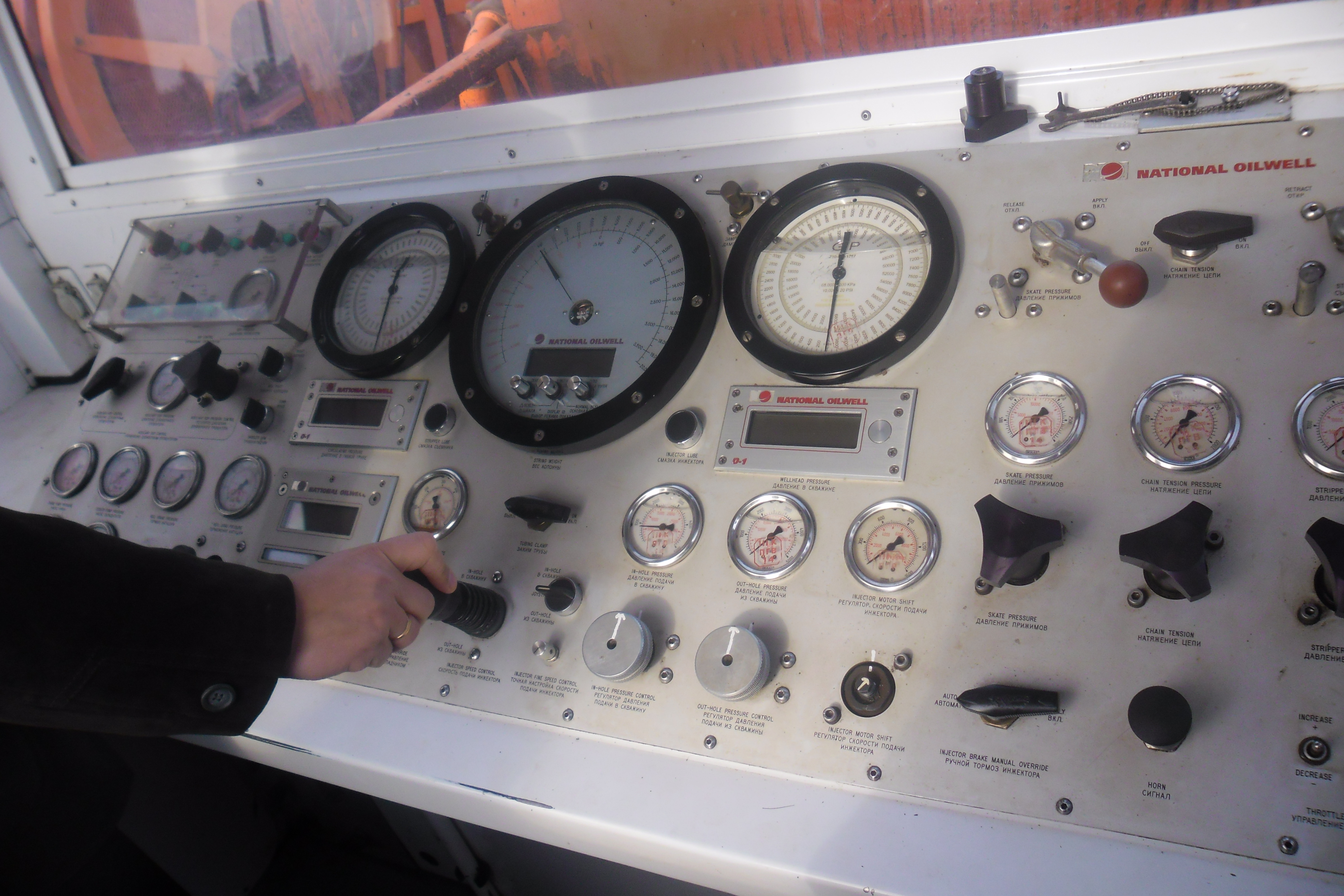
Панель приладів керування технологічним процесом колтюбінгової установки.

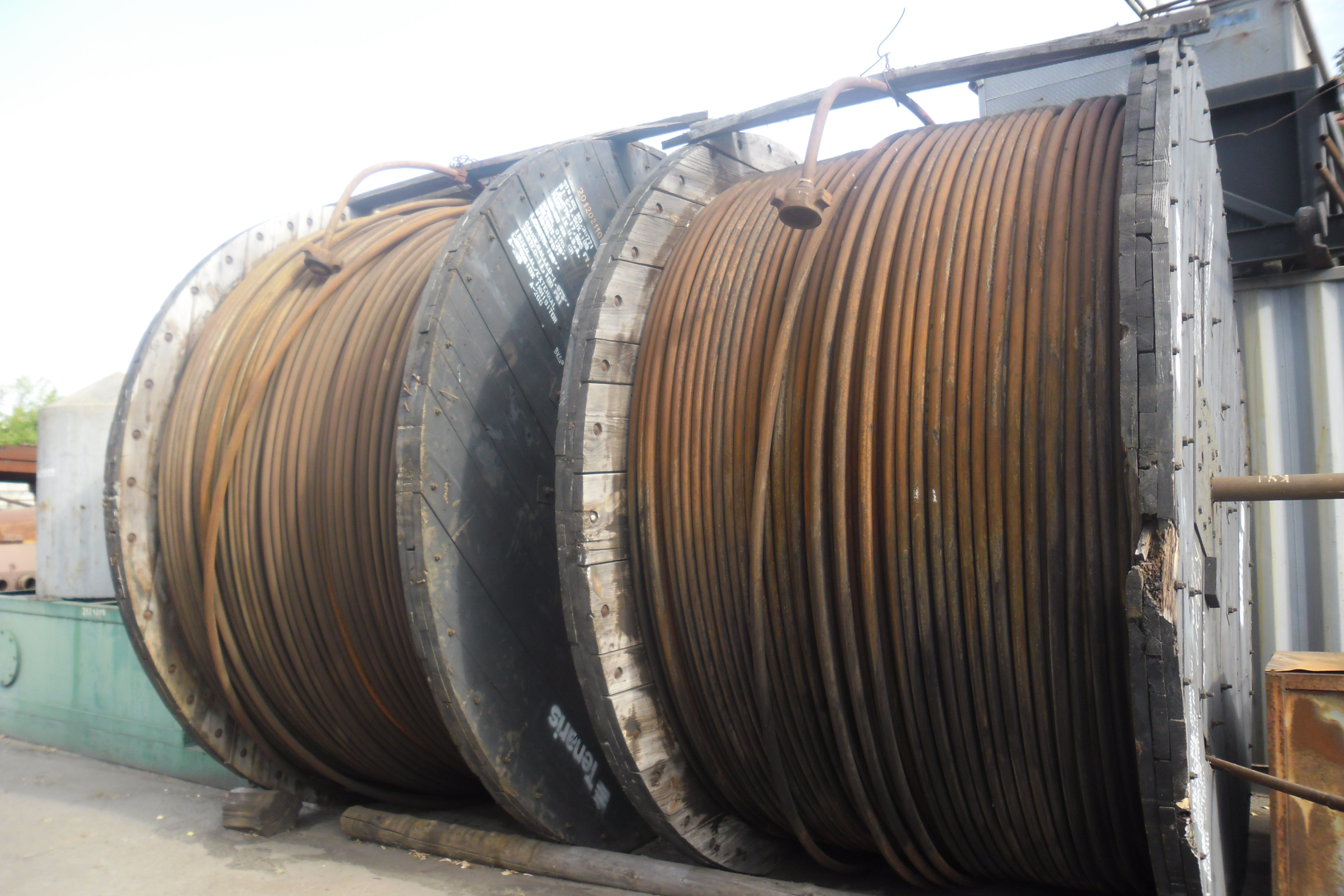
Комплект гнучкої труби для колтюбінгової установки.

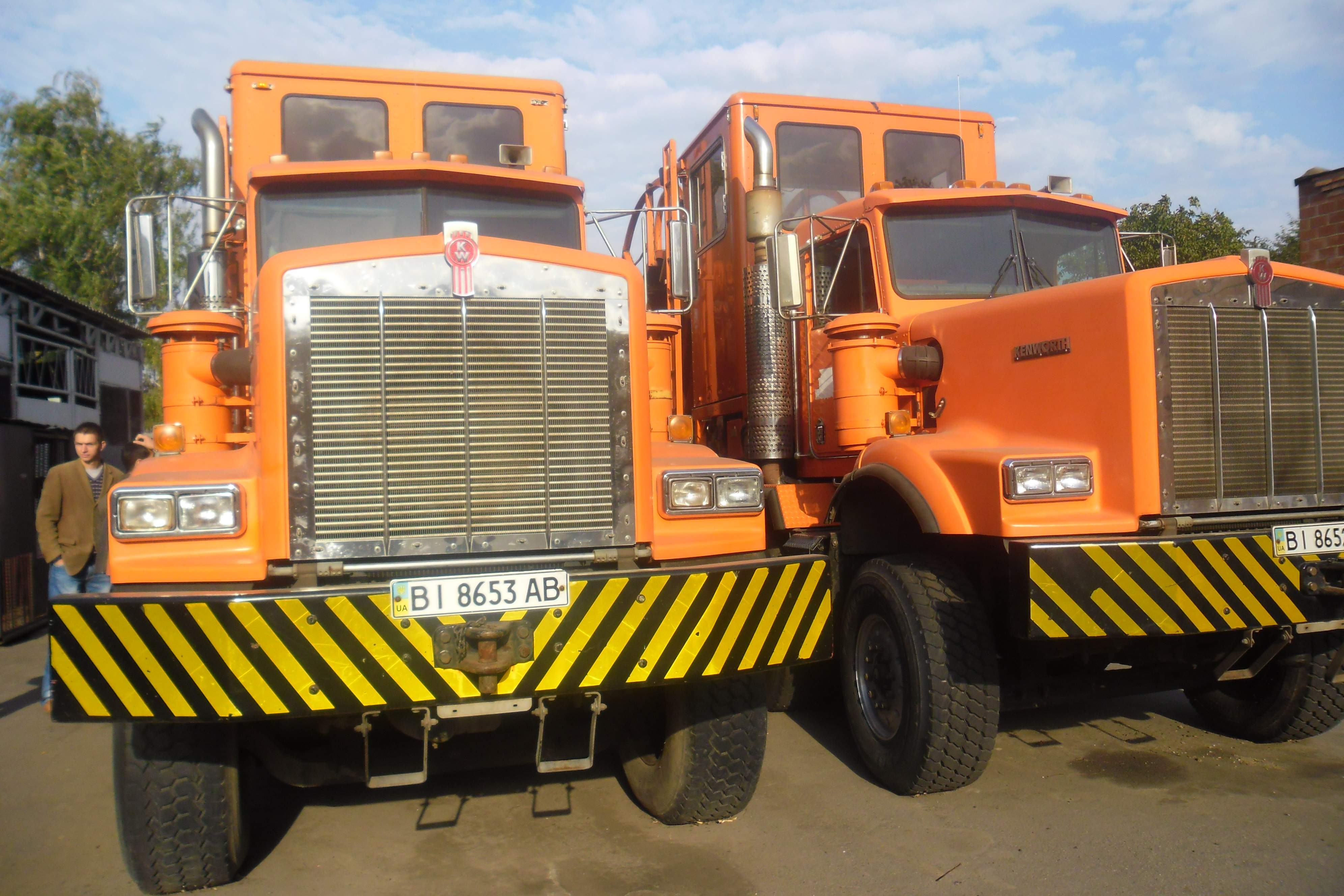
Автомобільна база колтюбінгової установки.

Колтю́бінґ, Колтюбінг (англ. Coiled tubing) — спеціальна установка, призначена для проведення технологічних операцій під час капітального і підземного ремонтах свердловин, а також для буріння бокових, похилих та горизонтальних отворів в нафтових і газових свердловинах з використанням гнучкої колони труб.

## Історія
Перші спроби створення колтюбінгової установки, з використанням довгомірної гнучкої труби, здійснено на початку 1960-х років. Спочатку роботи велися в напрямку створення установок капітального ремонту в діючих свердловинах невеликої глибини без їх глушіння.

## Загальний опис
Колтюбінґ — один з перспективних напрямків спеціалізованого обладнання для газонафтової промисловості. Заснований на використанні гнучких безперервних труб (також колона гнучких труб, або КГТ), які замінюють традиційні збірні бурильні труби при роботах всередині свердловин. Такі труби завдяки своїй гнучкості здатні надати доступ навіть в бічні і горизонтальні стовбури, крім того не потрібно проводити операції по збиранні / розбиранні бурильної колони.
Колтюбінг широко використовується в технологічних, а також ремонтно-відновлювальних роботах, виконуваних на газових, нафтових і газоконденсатних свердловинах.
Обладнання установки колтюбінгу змонтоване на шасі автомобіля чи автомібільному напівпричепі. До складу обладнання входять, окрім колони гнучких труб, інжектор та лубрикатор, блок превенторів, які під час роботи монтують на гирлі свердловини.
Колтюбінґові установки можуть працювати без глушіння свердловини з герметизацією гирла до тиску 70 МПа.
Гібридна колтюбінгова установка передбачає можливість об'єднання бурових робіт із застосуванням бурильних труб з різьбовими з'єднаннями з використанням безмуфтових довгомірних труб.
Безмуфтова довгомірна гнучка труба (гнучка насосно-компресорна труба — ГНКТ) намотується на барабан встановлений на шасі вантажного автомобіля, або напівпричепі. ГНКТ опускають у свердловину за допомогою пристрою для її подачі  інжектора. Застосування герметизатора і превенторів дозволяє здійснювати спуск і підйом гнучкої НКТ без глушіння свердловини.
З винайденням цієї технології зникла необхідність присутності обслуговуючої бригади біля гирла свердловини. Практично усі роботи ведуться з кабіни оператора при візуальному і автоматичному контролі параметрів, які характеризують хід технологічного процесу на свердловині.
На початку ХХІ ст. найчастіше застосовуються такі операції з використанням довгомірної гнучкої труби:
- — ліквідація відкладень парафіну, гідратних і піщаних корків в НКТ;
- — обробка привибійної зони, подача технологічних рідин, спеціальних рідин (у тому числі лужних і кислотних розчинів) і газів;
- — спуск обладнання для проведення геофізичних досліджень, особливо в похилих і горизонтальних свердловинах;
- — установка цементних мостів;
- — виконання робіт з ізоляції пластів тощо.

### Конструкційні вузли
Колтюбінгова установка включає такі основні складові частини:
- — базове шасі автомобіля призначене для монтажу обладнання і транспортування його до місця проведення робіт;
- — кабіна оператора — призначена для розміщення робочого місця оператора, пульта управління, приладів контролю;
- — механізм підйому кабіни — призначений для підйому кабіни оператора в робоче положення;
- — вузол намотування (барабан довгомірних гнучких труб) призначений для забезпечення намотування-змотування ГНКТ при спуско-піднімальних операціях (СПО) і підводу в ГНКТ робочого середовища, що закачується у свердловину;
- — довгомірні гнучкі насосно-компресорні труби — призначені для закачування технологічних рідин у свердловину і закріплення інструменту при проведенні технологічних операцій;
- — маніфольд — призначений для підводу технологічних рідин при проведенні операцій;
- — інжектор — призначений для спуску і підйому ГНКТ з інструментом у свердловину;
- — направляючий жолоб — призначений для спрямування ГНКТ з барабана вузла намотування в інжектор;
- — барабан намотування рукавів — призначений для розмотування і змотування рукавів високого тиску, підводу гідравлічної рідини на привод інжектора;
- — противикидне обладнання (герметизатор, блок превенторів) — призначене для герметизації гирла свердловини при спуско-підіймальних операціях (СПО) і аварійних ситуаціях у процесі роботи свердловини без глушіння з використанням установки колтюбінга;
- — система вимірювання і реєстрації — призначена для вимірювання і виводу на індикацію значень глибини, реєстрації ваги труби, швидкості СПО, і тиску основних параметрів гідросистем;
- — опори інжектора — призначені для установки і утримання інжектора над свердловиною.

## Застосування
Застосовувати колтюбінґ почали для здійснення найпростіших операцій при проведенні підземних ремонтів свердловин  — очищенні колони труб і вибоїв від піщаних корків. При впровадженні даної технології використовували колону гнучких труб із зовнішнім діаметром 19 мм. Нині створені бурові установки, що працюють з колонами діаметром 114,3 мм. Відповідно використовують гнучкі труби меншого (19 — 31,75 мм), середнього (31,75 — 44 мм) та більшого (44 — 114,3 мм) діаметрів, за допомогою яких можна здійснювати практично весь набір операцій підземного ремонту свердловин і буріння.
Обладнання колтюбінгу застосовується на свердловинах усіх типів (умовно вертикальних, похило-направлених, горизонтальних) для здійснення робіт зі спуску у свердловину довгомірних гнучких труб. Колтюбінг призначений для виконання таких технологічних операцій:
- – ліквідації відкладів парафіну, гідратних і піщаних корків в колоні НКТ;
- – обробки привибійної зони, подачі технологічних розчинів, спеціальних рідин, у тому числі розчинів соляної і плавикової кислоти, газів, включаючи азот;
- – установки цементних мостів;
- – виконання ізоляційних робіт у свердловинах;
- – буріння свердловин та бічних горизонтальних і похилих стовбурів.

Використовуються при капітальному, поточному ремонті та інтенсифікації нафтових і газових свердловин (ліквідації гідратних, парафінистих, піщаних відкладень і корків, кислотної обробки привибійної зони тощо), без їх глушіння при тиску на герметизованому гирлі до 70 МПа, а також для виконання операцій з буріння бічних стовбурів і горизонтальних свердловин та гідравлічного розриву пласта.

### Гідропіскоструминна перфорація (ГПП) із використанням колтюбінгового обладнання
Гідропіскоструминна перфорація (ГПП) із використанням колтюбінгового обладнання характеризується найбільшою технологічною ефективністю і найвищою досконалістю свердловини за характером розкриття пласта порівняно з іншими способами перфорації (кульовою, торпедною, кумулятивною):
–	допускається проведення технологічних операцій у діючій свердловині без її глушіння потенційно шкідливою рідиною за наявності надмірного тиску на гирлі;
–	можливість регулювння довжини і кута нахилу перфорваних отворів (каналів);
–	цементне  кільце не руйнується і зберігає свою міцність;
–	краї утворених отворів у експлуатаційній колоні рівні та гладкі;
–	після ГПП допускається проводити будь-які методи інтенсифікації, не піднімаючи колону гнучких труб на поверхню;
–	витрати реагентів для ГПП менші порівняно з традиційними технологіями;
–	більша довжина (глибина) і площа перфорованих каналів;
–	під час ГПП не ущільнюється порода в кінці перфорованих каналів;
–	є єдиним методом вторинного розкриття продуктивних пластів із критичним станом цементного каменю завдяки щадним режимам її виконання;
–	відсутність передчасної зупинки помпування рідини для перфорації, якщо передбачається повторне проведення робіт;
–	зменшення тривалості освоєння свердловини внаслідок відсутності роботи з ущільнювачем (пакером);
–	відсутність негативної дії на нафтоносний пласт і на експлуатаційну колону, отримання отворів шляхом нагнітання рідини для перфорації має щадніший характер, а отвори мають більший діаметр;
–	перешкоди (кривизна стовбура, наявність  хвостовика) не впливають на застосування ГПП.

## Виробники
На сьогоднішній день монополія в області розробки і виготовлення колтюбінгового обладнання належить в основному американським і канадським компаніям. Вони можуть бути розподілені на чотири групи.
1. Великі багатопрофільні корпорації і компанії з розгалуженою структурою і багаторічним досвідом серійного виробництва нафтогазового обладнання і колтюбінгових установок. Вони мають повний цикл власного виробництва устаткування і займають лідируюче місце на міжнародному ринку виробників і постачальників. До них належать: Hydra Rig (в складі National Oilwell-Varco), США. Ця компанія має «повне» власне виробництво і є світовим лідером за обсягом виробництва і продажів.
2. Середні компанії, що мають стійке положення і перспективу розвитку, також мають «повне» власне виробництво і виступаючі на регіональних ринках постачання обладнання від свого імені. До них можна віднести: Hydraco Industries, Канада, Hydraulic Power Technology Texas, США, Crown Energy Technologies, Канада.
3. Середні компанії, здатні виробляти установки практично повністю на базі свого виробництва, але виробляють їх основні підсистеми під своїм фірмовим знаком. Потужності цих компаній дозволяють розгорнути повний цикл виготовлення агрегатов.Pump And Coiled Tubing (в складі MXROS Inc.), США, Aggreko Special Equipment Productions, Нідерланди.
4. Маленькі компанії, що виробляють окремі підсистеми і агрегати для колтюбінгових установок і часто виступають під ім'ям фірми-замовника.

## Переваги
Світовий досвід застосування колон гнучких труб нараховує 40 років. За цей період були виявлені та неодноразово підтверджувалися на практиці переваги використання цієї технології проведення робіт у порівнянні з традиційним капітальним ремонтом газових та нафтових свердловин. До них належать:

 — забезпечення герметичності гирла свердловини на всіх етапах виконання свердловинних операцій починаючи з підготовки комплексного устаткування і аж до його згортання;

 — можливість здійснення робіт у газових і нафтових свердловинах без їх попереднього глушіння;

 — відсутність потреби освоєння та виклику припливу свердловин, у яких виконувалися роботи з використанням колони гнучких труб;

 — безпека проведення спускопідйомних операцій, тому що в даному випадку не потрібно здійснювати зґвинчування-розґвинчування різьбових з'єднань і переміщувати насосно-компресорні труби на містки;

 — значне поліпшення умов праці працівників бригад капітального ремонту при виконання всього комплексу операцій;

 — скорочення часу на спуск і підйом свердловинного устаткування на проектну глибину;

 — забезпечення можливості буріння, спуску вибійних інструментів і приладів, а також виконання операцій капітального ремонту в горизонтальних і дуже похилених свердловинах;

 — дотримання більш високих вимог у галузі екології при проведенні всіх операцій з ремонту і буріння свердловин, зокрема за рахунок менших розмірів комплексів устаткування для цих цілей у порівнянні з традиційними;

 — істотний економічний ефект у результаті застосування колон гнучких труб як під час ремонту, так і при проведенні бурових робіт;

## Різновиди

### Традиційна колтюбінгова установка
Комплекс обладнання, внутрішньо-свердловинного інструменту і контрольно-вимірювальних приладів (КВП) для буріння свердловин з використанням колтюбінга істотно відрізняється від традиційного. Існують два класи мобільних колтюбінгових установок, що застосовуються для буріння і закінчування свердловин: традиційні та гібридні. 
Традиційна колтюбінгова установка, наприклад, М-40 з тяговим зусиллям інжектора 40 т, гнучкою трубою діаметром 60,3 мм і довжиною до 3500 м або діаметром 73 мм і довжиною 2200 м. Вона включає барабан з гнучкою трубою, механізм подачі труби (інжектор), направляючу трубу («гусак») з радіусом для подачі труб в інжектор, кабіну оператора з панеллю управління та автономний силовий блок для забезпечення енергією барабана, інжектора та органів управління поста оператора. До складу комплексу входить збірна основа під інжектор з самопідйомною вишкою, комплект гирлового противикидного обладнання з шлюз-лубрикатором. Вишка і шлюз-лубрикатор призначені для проведення робіт по спуску і підйому компоновки низу бурильної колони (КНБК) в свердловину під тиском.

### Гібридна установка
Гібридна установка передбачає можливість об'єднання бурових робіт із застосуванням бурильних труб з різьбовими з'єднаннями і використання довгомірної безмуфтової гнучкої труби. Такі установки є комбінацією звичайної бурової вишки і установки з гнучкими трубами. До цього класу відноситься створювана сьогодні групою компаній ФІД установка М50.

### Відео-ресурси
- Колтюбінгове буріння 4 хв
- Технология комплексного водородного термобарохимического воздействия на пласт PetroBOOST
- Coiled tubing..Что Это Такое? И Каротаж на Колтюбинге.
- Колтюбинг. Управление скважиной 10 хв